# Hemiphractus proboscideus
Hemiphractus proboscideus là một loài ếch thuộc họ Hemiphractidae.
Loài này có ở Colombia, Ecuador, Peru và có thể có ở Brasil.
Môi trường sống tự nhiên của chúng là rừng ẩm vùng đất thấp nhiệt đới hoặc cận nhiệt đới và vùng núi ẩm nhiệt đới hoặc cận nhiệt đới.